# الدوري الجنوبي لكرة القدم 1909–10
الدوري الجنوبي لكرة القدم 1909–10 (بالإنجليزية: 1909–10 Southern Football League)‏ هو موسم من الدوري الجنوبي الممتاز. فاز فيه برايتون أند هوف ألبيون.